# Oneirodes rosenblatti
Oneirodes rosenblatti är en fiskart som beskrevs av Pietsch, 1974. Oneirodes rosenblatti ingår i släktet Oneirodes och familjen Oneirodidae. Inga underarter finns listade i Catalogue of Life.